# He Is (Ghost)
He Is è una canzone del gruppo heavy metal svedese Ghost, pubblicato per la prima volta nel disco Meliora, poi come lato B dell'edizione in vinile di Square Hammer e poi come singolo indipendente. 

## Descrizione
È la quinta traccia del terzo album in studio della band, Meliora. È stato anche pubblicato come singolo il 31 maggio 2015. La canzone ha raggiunto la sessantaquattresima posizione nella classifica musicale svedese Sverigetopplistan. Durante un'intervista per Loudwire, un membro della band (uno dei "nameless ghouls") ha dichiarato che originalmente la canzone si sarebbe dovuta intitolare "lei è". Inoltre, sempre durante tale intervista, il nameless ghoul dichiarò che la canzone fu scritta nel 2007, per poi essere pubblicata solamente nel 2015 all'interno dell'album Meliora. Il video musicale è stato diretto da Zev Deans.